# James Griffiths (Politiker)
James Griffiths (* 19. September 1890 in Betws, Carmarthenshire; † 7. August 1975 in Teddington, London) war ein walisischer Gewerkschaftsfunktionär und Politiker der Labour Party.

## Biografie
Griffiths, der einer der führenden Funktionär der Bergbaugewerkschaft (Miner’s Union) in Südwales war, begann seine politische Laufbahn 1936, als er als Kandidat der Labour Party erstmals zum Abgeordneten des Unterhauses gewählt wurde. Dort vertrat er bis 1970 die Interessen des Wahlkreises Llanelli.
Während der Labour-Regierung von Premierminister Clement Attlee von 1945 bis 1951 war er zunächst Sozialversicherungsminister (Minister of National Insurance), ehe er Kolonialminister (Secretary of State for the Colonies) wurde. Als solcher traf er sich im Mai 1951 mit dem Führer der Kenyan African Union, Jomo Kenyatta, der von ihm eine Verfassungskonferenz zur Situation Kenias und letztlich dessen Unabhängigkeit noch vor Mai 1953 forderte.
Als es 1955 zu Spannungen innerhalb der Labour Party aufgrund der unterschiedlichen Ansichten der beiden Bewerber um den Parteivorsitz als Nachfolgers Attlees, Aneurin Bevan und Hugh Gaitskell, kam, übte Griffiths einen moderaten Einfluss aus. Griffiths war nicht nur ein starker Befürworter der Regionalisierung, sondern auch einer der Hauptforderer eines eigenständigen Ministeriums für Wales (Welsh Office).
Nach dem Wahlsieg der Labour Party am 16. Oktober 1964 wurde er von Premierminister Harold Wilson dann auch zum ersten Staatssekretär für Wales ins Kabinett berufen, dem er bis 1966 angehörte.